# Дорофеева, Ирина Аркадьевна
Ири́на Арка́дьевна Дорофе́ева (бел. Ірына Аркадзеўна Дарафеева; род. 6 июля 1977, Могилёв) — белорусская певица, заслуженный артист Республики Беларусь (2007), доцент кафедры искусства эстрады БГУКИ, депутат Палаты представителей Национального собрания Республики Беларусь VI созыва.

## Биография
Родилась 6 июля 1977 года в городе Могилёв, Белорусская ССР.
Училась в школе №21 в Могилёве.

## Творческая деятельность
В 12 лет Дорофеева стала солисткой могилёвского вокально-инструментального ансамбля «Радуга» под управлением Нелли Бордуновой. В 1994 году Дорофеева победила на первом республиканском конкурсе молодых исполнителей «Молодечно-94», после которого была приглашена Василием Раинчиком в ансамбль «Верасы». C 1997 по май 1999 года работала солисткой Государственного концертного оркестра Беларуси под управлением Михаила Финберга. Участвовала в проекте «Мастерская белорусской песни» Леонида Прончака.
В 1998 году вместе с джазовым трио Аркадия Эскина выступила на V Международном фестивале джазовой музыки «Минск-98» и в джазовой панораме на «Славянском базаре в Витебске-98». С 1996 года по настоящее время работает с продюсером Юрием Савошем. В 1998—1999 годы стала лауреатом музыкальных конкурсов — «Золотой шлягер-98», «Вильнюс-99», «Discovery-99» в Болгарии, «Витебск-99» на фестивале «Славянский базар в Витебске», «Украинской эстрадной песни имени В. Ивасюка» в Киеве.
В 2007 году была запущена пиар-кампания «Ирина Дорофеева — лицо Беларуси». В июне 2008 года Дорофеева с песней «Я мало знаю о любви» стала обладательницей Гран-при на первом фестивале российской песни в Зелёна-Гуре, Польша.
В феврале 2007 года в Бобруйске в Могилёвском областном театре драмы и комедии им. В. И. Дунина-Марцинкевича сыграла одну из главных ролей в спектакле «Осторожно- женщины Парижа!».
24 июня 2007 год у стен Мирского замка прошло шоу «Купалье Ирины Дорофеевой: фестиваль стихий», в котором приняло участие более 300 артистов различного жанра, помогавших певице воссоздать картину древнеславянского праздника. На концерте присутствовал Александр Лукашенко и более 120 тыс. зрителей.
В феврале 2011 года сыграла главную роль княжны Таракановой в мюзикле Кима Брейтбурга «Голубая камея». В мае 2014 года по инициативе Дорофеевой, Ким Брейтбург с коллективом российских постановщиков поставил мюзикл «Дубровский», в котором занято более 100 артистов всех жанров. Дорофеева выступила художественным руководителем этого проекта. Мюзикл был показан на Международном фестивале искусств «Славянский базар Витебске» и получил высокую оценку критиков.
В июне 2012 года назначена заведующей кафедрой искусства эстрады Белорусского государственного университета культуры и искусств.

## Политическая и общественная деятельность
С 2013 года Дорофеева является членом общественного совета МВД Республики Беларусь.
10 августа певицу зарегистрировали кандидатом в депутаты Палаты представителей Национального собрания Республики Беларусь. С 12 сентября является депутатом Палаты представителей VI созыва.

## Достижения
- Песня «Синие глаза» на протяжении двух недель января 1995 года возглавляла Белорусский хит-парад, составляемый национальным радио[18][19].
- В 2007 году присвоено почётное звание «Заслуженный артист Республики Беларусь»[1].
- В 2008 году Дорофеева вместе с Максимом Мирным получили золотую медаль в номинации «Бренд — персона года»[20].
- В декабре 2013 года за тур «Як жа край наш не любіць» Дорофеева совместно с группой «Форс-Минор» стали победителями III Национальной музыкальной премии в области эстрадного искусства в номинации «Лучший гастрольный тур», разделив эту награду с Гюнешь с её гастрольным туром «Что в этом сердце»[21].

## Дискография
«Рэдкі госць» (1998 год), «Рано или поздно» (2000 год), «Каханачка» (запись, 2003 год), «Пульс маіх хвілін» (2003 год), «Как в первый раз» (запись, 2003—2006 год).
В июле 2007 года на Славянском Базаре прошла презентация альбома «Хочу быть мечтой».
В сентябре 2008 года в клубе R-Club Дорофеева представила альбом «Девушка на берегу».
23 марта 2009 года вышел альбом «Я живу в заповедном краю», в который вошёл 21 трек.
В 2011 году вышел МР3-диск «Палёт над Айкуменай», куда вошли 190 композиций Ирины Дорофеевой, исполняемых ею с 1994 по 2011 год.
В 2014 году вышел новый альбом песен о Беларуси «Як жа край мой не любіць»

## Телевидение
Дорофеева работала телеведущей в программах «Большой завтрак» и тележурнала «Союз».
С 1 октября 2008 года песня «Калыханка» в одноименной передаче заменена в исполнении Ирины Дорофеевой, однако 29 декабря 2009 года после требований со стороны телезрителей от этой идеи отказались.

## Критика
По мнению музыкального критика Сергея Соседова «Ирина Дорофеева и Инна Афанасьева, которых иногда представляют как новое поколение белорусских звезд, не тянут на эту роль. Они нигде не будут иметь успеха, точно вам говорю». Сергей Будкин, музыкальный критик, основатель Tuzin.fm, в своей статье бел. 25 жанчын, без якіх не было б беларускай музыкі (+ аўдыё) для Будзьма беларусамі! опровергает такое мнение.